# Innocent Gentillet
Innocent Gentillet, nascut l'any 1532 o 1535 a Viena del Delfinat i mort el 23 de juny de 1588 a Ginebra, és un home de lletres, hugonot, advocat i jurisconsult francès.
És conegut pel seu Anti-Maquiavel, publicat el 1576 amb el títol complet Discurs sobre els mitjans per governar bé i mantenir en pau un Regne, o un altre Principat, contra el florentí Nicolau Maquiavel, dedicat al rei Enric II de Navara. Considera El príncep de Maquiavel com una obra profundament atea i s'oposa vehementment contra aquesta concepció del poder polític. El seu discurs contra Maquiavel fou un èxit. Menys d'un segle després, el 1655 ja n'havien aparegut vint-i-quatre edicions i traduccions. Es troba citat a l'obra de William Shakespeare i Michel de Montaigne.
Es va oposar radicalment a les conclusions del Concili de Trento en el seu llibre Examen Concilii Tridentini (1586) amb el subtítol «en què es demostra que aquest concili en mants punts va en contra dels concilis i cànons anteriors i en contra de l'autoritat del Rei». Hi critica, entre d'altres, l'abús d'autoritat pel papa que troba un concepte contrari als orígens de l'Església: «al temps de Gregori el Gran (540-604) […] el bisbe de Roma no era res més que qualsevol altre bisbe, si no fos que era el bisbe d'una ciutat més gran i famosa, i per conseqüència era més respectat. Per la resta no tenia cap dret de manar sobre els altres i els altres tampoc no l'havien d'obeir.»

## Obres
- Discours sur les moyens de bien gouverner & maintenir en paix un Royaume, ou autre Principauté, Contre Nicolas Machiavel Florentin
- Examen Concilii Tridentini: in quo demonstratur, in multis articulis hoc concilium antiquis conciliis & canonibus, regiaeque authoritati contrarium esse.[8][9]
- Flosculi blasphemiarum Jesuiticarum. Ex tribus concionibus super Beatificatione Ignatii Lojolae habitis descripti Una cum Sorbonae Parisiensis Censura: Qua Jesuitae errorum, haereseon, impietatu & blasphemiarum convincuntur & damnantur (Florilegi de les blasfèmies dels jesuïtes. A partir de tres sermons sobre la beatificació d'Ignasi de Loiola, escrits juntament amb la crítica parisenca de la Sorbona: Per quins errors, heretgies, impietats i blasfèmies, els jesuïtes són acusats i condemnats.)[10]